# 고맹영
고맹영(高孟英, 1502년 ~ 1565년 11월 4일)은 조선 중기의 문신, 관료이다. 의병장 고경명의 아버지이고, 고인후의 할아버지이며, 진주성 전투에서 전사한 고종후의 할아버지이다. 본관은 장흥(長興)이고, 자는 영지(英之), 호는 하천(霞川) 또는 하헌(霞軒)이다. 그의 아버지 형조좌랑 고운(高雲) 또한 하천이라는 호를 사용하였다.
생원(生員)을 거쳐 1540년(중종 35년) 별시 문과에 병과로 급제하여 관직에 올랐으나 이량의 당여가 되었다가, 이량의 몰락 이후 반대파의 공격을 당하고 몰락, 유배되었다. 배소에서 사망했으나 아들 고경명, 손자 고인후, 고종후가 임진왜란 때 순절하고도 20년이 지나 광해군 때 가서 아들 고경명의 훈공과 손자 고용후의 신원 상소로 복작되었다. 과거 급제 직후에는 행예조정랑으로 기주관을 겸하여 중종실록의 편수관으로도 참여하였다. 뒤에 의정부좌의정에 추증되었다.

## 생애

### 생애 초반
1502년(연산군 8) 증조부는 행충좌위부사직을 지내고 사후 증 통훈대부 통례원좌통례(贈通訓大夫通禮院左通禮)에 추증된 고상지(高尙志)이고 할아버지는 증 통정대부 공조참의(贈通政大夫工曹參議諱)에 추증된 고자검(高自儉)이며 아버지는 승의랑, 형조좌랑 겸 춘추관기주관을 지내고 사후 증 가선대부 예조참판겸 동지의금부사(贈嘉善大夫禮曹參判兼同知春秋館事)에 추증된 고운이다. 어머니는 광산이씨(光山李氏)로 이호선(李好善)의 딸이다.
아버지 고운은 정암 조광조와 친했다는 이유로 1519년(중종 14) 관직을 잃고 고향 여생을 보냈다. 아버지 고운은 그림도 잘 그렸는데 동문선에도 수록되었고, 남화풍의 맹호도를 잘 그렸으며, 백액대호도 등이 현전한다. 그의 아버지 고운 역시 아호를 하천(霞川)이라는 아호를 썼다. 아버지 고운의 본처는 안만걸(安萬傑)의 딸인데, 후처는 이호선(李好善)의 딸 광산이씨와 재혼하여 그를 얻었다.
형제로는 고중영(高仲英), 고계영(高季英), 누이로는 박안세(朴安世)의 처 장택고씨(長澤高氏) 등이 있었는데, 동생 고중영은 권신 이량(李樑)이 자신을 도와주겠다는 청을 거절하고 도리어 이량을 꾸짖었다가 모함을 당해 이후 고중영은 관직을 단념하고 짓고 학문에 전념하며 일생을 보냈다.

### 생애 중반
생원(生員)에 합격하고 그 뒤 늦게 1540년(중종 35년) 별시 문과에 병과로 급제하였고, 봉렬대부(奉列大夫) 행 예조정랑(行禮曹正郞)으로 춘추관기주관(記注官)을 겸하여 중종실록의 편수에 참여하였다. 이후 홍문관(弘文館)에 올랐고, 1546년(명종 1) 예조좌랑이 되었다. 이듬해 7월 사헌부감찰(司憲府監察)이 된 뒤, 1550년 5월 사헌부지평(司憲府持平)이 되었으며 이때 양사에서 진복창 일파를 논죄할 때 구수담·송순·허자·이준경·이윤경 등을 함께 죄인을 두둔했다며 공격하였으며 7월까지 계속 구수담 등을 논핵하였다. 다음해 10월 28일 특지(特旨)로 옥천군수(沃川郡守)에 발령되었다.
이후 관찰사 이몽량(李夢亮) 등의 보고가 임금에게 전달되어, 1553년 10월 23일 선정을 베푼 지방관을 시상할 때 폐단을 제거하고 선정을 베풀었다 하여 왕으로부터 포상을 받았다.
1558년(명종 13) 장령이 되었다. 1558년 이후 장령, 헌납, 집의 등 사헌부와 사간원의 관직을 두루 역임하였으며 사간원사간이 되었다.

### 생애 후반
1560년 2월 세자시강원보덕(世子侍講院輔德)에 임명되었다. 그해 8월 세자시강원보덕으로 있을 때 특별히 가자(加資)되고, 1561년(명종 16년) 2월 10일 강원도관찰사로 발령되었다. 그는 이량(李樑)과 정치적인 식견을 같이하며 항상 이량의 당여(黨與)로서 항상 측근에 있고 싶어하였다.
그 뒤 명종이 윤원형을 견제할 목적으로 이량을 발탁, 이량이 평안도관찰사에서 내직으로 들어오자, 그 또한 병을 핑계로 사퇴하였다가 내직으로 들어왔다. 1560년 세자 시강원 보덕, 1561년 2월 10일 강원도 관찰사로 부임했다가 이듬해 3월 8일 체직되어 왔다. 1562년 통정대부 중추부첨지사, 동부승지, 대사간 등을 거쳐 그해 8월 홍문관부제학, 형조참의, 10월 병조참의, 11월 병조참지(參知) 등을 역임하였다. 1563년(명종 18) 동부승지가 되었다가 절충장군 행 충무위상호군(折衝將軍行忠武衛上護軍)으로 전직되고, 다시 이조참의, 호조참의 등을 역임하였다. 홍문관부제학 겸 지제교에 이르렀다.
1563년 8월 이량이 심의겸과 기대항의 탄핵을 받고 몰락하자 양사에서 이량의 당여를 탄핵할 때, 고맹영도 유배시킬 것을 요청하였다. 그해 이량, 윤백원 등이 실각했지만 그는 어떤 이유인지 파직되지 않았다. 그러나 이후 거듭 탄핵을 받다가 1565년 파직당하고, 문외출송령이 내려졌다가 다시 유배되었다. 1565년(명종 20) 사헌부집의 홍인경(洪仁慶) 등이 그에게는 큰 잘못이 없다며 극력 두둔하여 고맹영(高孟英)과 이언충(李彦忠) 등은 가벼운 처벌을 받게 되었다. 이 일로 홍인경 등은 조야의 원성을 받았다.
작품으로는 임실군 효자 박훈(朴薰) 묘비문 등이 있다. 1565년 11월 4일 유배지(배소)에서 사망하였으나 정확한 사망 원인은 미상이다.

### 사후
사후 시신은 광주목(光州牧) 유등곡면(柳等谷面 압보촌(鴨保村)(뒷날의 광주광역시 남구 압촌동)에 매장되고, 부인의 묘소는 바로 뒤에 매장되었다. 묘소는 다시 광주광역시 남구 대촌동의 사당 추원각(追遠閣)과 고씨 삼강문 뒷편으로 옮겨졌다.
이후 임진왜란 때 아들 고경명, 손자 고인후가 전사하고, 고종후는 진주성에서 전사했다. 그러나 그 뒤로도 그는 죄안에 올라 사면복권되지 못했다. 1612년(광해군 4) 손자 고용후(高用厚)가 상소를 올려 그의 아들 고경명의 연고로 고맹영의 관작을 회복시켜 주기를 청하자, 이조와 광해군의 논의 끝에 이로 말미암아 추후에 관작이 회복되었다. 그리고 뒤에는 증 대광보국숭록대부 의정부좌의정 겸 영경연사 세자부로 추증되었다.
아들 고언명(高彦命)의 서녀는 수군절도사와 병마절도사를 지낸 이경유의 첩이 되었다. 이경유는 효령대군 이보의 7대손으로, 임진왜란 당시 조선군 지휘관의 한사람인 이경록의 동생이다.

## 가족 관계
- 아버지 : 고운((高雲, 1479년 ~ 1530년)
- 어머니 : 광산이씨(光山李氏), 이호선(李好善)의 딸
  - 동생 : 고중영(高仲英)
  - 동생 : 고계영(高季英)
  - 누이 : 장택고씨(長澤高氏)
  - 매부 : 박안세(朴安世)
- 부인 : 서씨(徐氏, ? ~ ?년 10월 14일), 진사 서걸(徐傑)의 딸
  - 아들 : 고경명(高敬命, 1533 ~ 1592)
  - 며느리 : 김백균의 딸
    - 손자 : 고종후(1554~1593)
    - 손자 : 고인후(1561~1592)
    - 손자 : 고용후(1577~?)

  - 아들 : 고경훈(高敬訓)
  - 아들 : 고경륜(高敬倫)
  - 아들 : 고경신(高敬身)
  - 아들 : 고경형(高敬兄)
  - 아들 : 고언명(高彦命)
    - 서손녀 : 장택고씨, 이경유의 첩, 이기축의 생모

## 같이 보기
- 조광조
- 기묘사화
- 임진왜란
- 고경명
- 김백균
- 이량
- 고인후
- 고종후
- 신사헌
- 이경유

## 참고 문헌
- 중종실록
- 명종실록
- 선조실록
- 광해군일기
- 국조방목